# Йозеф Герстманн
Йозеф Герстманн (нім. Josef Gerstmann; 17 липня 1887, Лемберг, Австро-Угорщина — 23 березня 1969, Нью-Йорк, США) — австро-американський невролог єврейського походження. Він представив одне з перших описів синдрому кутової артерії (синдром Герстмана) і разом із Шейнкером та Штрауслером опис рідкісного неврологічного захворювання з відомою пріоновою етіологією з 1989 р. (Синдром Герстмана-Штрауслера-Шайнкера). 

## Автобіографія
Йозеф Герстманн народився 17 липня 1887 р. У Львові в родині Йоахіма Герстмана та Берти, уродженої Цукер. Він відвідував к.к. ІІ Обергімназії у Львові, в 1907 р. отримав середню освіту. Потім він розпочав медичне навчання у Віденському університеті і 29 листопада 1912 р. йому було присвоєно звання доктора всіх медичних наук. Під час Першої світової війни він служив військовим лікарем на італійському фронті в Резервшпиталі в Інсбрузі і був нагороджений за свою службу. Повернувшись до Відня, він став асистентом неврологічної та психіатричної клініки Юлія Вагнера-Яурегга, працював з ним з 1918 по 1930 рік. Габілітацію з психіатрії та неврології здобув у 1921 р., А в 1929 р. Став доцентом. У 1930 році він замінив Еміля Редліха на посаді директора клініки нервових хвороб Марії Терези (Nervenheilanstalt Maria-Theresien-Schlössel) у Відні. З 1920 року його дружиною була Марта Сара, уроджена Штейн, з Пільзно (1896—1981).
У 1938 р. Герстманн іммігрував до США на борту авіакомпанії Cunard White Star RMS Aquitania разом зі своєю дружиною Мартою та другом Отто Марбургом. Корабель відплив з Саутгемптона і досяг Нью-Йорка 14 червня 1938 р.. Спершу, він працював у лікарні штату Спрінгфілд / Огайо, з 1940 по 1941 рік асистентом наукових досліджень та консультантом-неврологом у лікарні Св. Елізабет у Вашингтоні, з 1941 р. науковий співробітник Нью-Йоркського інституту неврології, з 1941 по 1946 р. — лікар-нейропсихіатр у Голдуотерській меморіальній лікарні та з 1940 по 1941 р. у лікарні післядипломної медицини. Наступні роки Герстманн працював у Нью-Йорку, практикуючи в 240 Central Park South. Він був почесним членом Американської психіатричної асоціації та Академії неврології, членом Американської психопатологічної асоціації, психотерапевтичного товариства, товариства Пірке та товариства Рудольфа Вірхова. Він помер 23 березня 1969 року у своїй квартирі в Нью-Йорку, церемонія похорону відбулася 25 березня.
Після його смерті деякі твори зібрала та опублікувала Марта Герстманн за допомогою Карла Глонінга. Він входить до числа найвидатніших австрійських неврологів. Коротка біографічна стаття Лазароса К. Тріарху з'явилась у 2008 р. у Journal of Neurology. Широка біографія Герстмана від Лоуренса Зейдмана та ін. Була опублікована в 2014 році.

## Наукові досягнення
Герстманн опублікував понад 100 праць. У 1918 році він представив маловідомий опис чистої однобічної агнозії тактильних відчуттів. Його пацієнтом був 34-річний військовий піхотинець з вогнепальним пораненням голови та пошкодженою медіальною звивиною та нижньою частиною тім'яної частки, який не міг розпізнати предмети, утримані в лівій руці на дотик, незважаючи на збережене соматосенсорне сприйняття.
У 1924 р. він опублікував першу з робіт, присвячених синдрому, відомого сьогодні як синдром кутової артерії, синдром Герстмана або синдром Герстманна-Бадаля (рідко і переважно у французькомовній літературі; більш ранній опис Жуля Бадаля вважається неточним). На думку Герстмана, особливості синдрому включали агнозію пальців, аграфію, сплутування лівого і правого боків, акалькулію або дискалькулію. У вересні 1930 р. він представив роботу на цю тему на 20-му конгресі Deutsche Gesellschaft für Neurologie у Дрездені. Сам Герстманн не був переконаний, що описаний синдром насправді є окремою нозологічною одиницею; Сучасні та пізніші неврологи часто ставили під сумнів його існування, вказуючи, наприклад, статистичну рідкість співіснування всіх чотирьох ознак синдрому. Однак існує одностайність щодо локалізації значення кожного з чотирьох симптомів синдрому для ураження скроневої частки.
Він представив модифікацію тесту Ромберга («тест Герстмана»): схильність до падіння, кілька разів згинаючи і випрямляючи тулуб із закритими очима та з'єднаними стопами, свідчить про атаксію мозочка.
Разом з Вагнером-Яуреггом він займався методом лікування прогресуючого паралічу лихоманкою, отриманим при зараженні хворих на малярію. За ці роботи Вагнер-Яурегг отримав Нобелівську премію в 1927 році. Вагнер-Яурегг написав вступ до монографії Герстмана «Die Malariabehandlung der progressiven Paralyze» (Springer, Відень 1925).
18 червня 1935 р. Герстманн разом з Іллею Шейнкером та Ернстом Штраусслером представив на засіданні Віденського товариства неврології та психіатрії випадок захворювання, відомий сьогодні як синдром Герстманна-Штраусслера-Шейнкера, а зараз класифікується як пріонні хвороби. Робота була опублікована наступного року; Шейнкер лише дав у ньому ініціал свого імені, побоюючись розкрити своє походження в умовах зростаючого нацистського впливу (усі троє неврологів змушені емігрувати найближчим часом і практикували в США після війни). Раніше, у березні 1928 року, Герстманн представив на засіданні Віденського товариства психіатрії та неврології справу 25-річної «міс Н» з тієї ж родини з порушеннями рівноваги та ходи та змінами характеру. Він описав у неї незвичайний симптом, який полягав у тому, що при пасивному або активному повороті голови руки пацієнта витягувались прямо перед нею, а рука на протилежному боці напрямку повороту голови, завжди була вище.
У 1942 р. Він описав рідкісне порушення схеми тіла, яке назвав соматопарафренією. У двох випадках правостороннього пошкодження мозку, крім відомих симптомів анозогнозії, рухового та соматосенсорного дефіциту, він описав марення щодо лівої частини тіла щодо усвідомлення наявності цих частин тіла. Герстманн відрізняв соматопарафренію від відомої автосоматоамнезії — «агностичної (амнестичної) несвідомості частин тіла, від простого нехтування їхньою присутністю до переживання їх неіснування». На думку Герстмана, соматопарафренія характеризується позитивними (продуктивними) симптомами: «марення або спотворення сприйняття та конфабуляції або марення, що стосуються ураженої половини тіла або кінцівок».
Інші проблеми, з якими він працював, були: аномалії кори головного мозку при епілепсії, розумова відсталість, параліч неповнолітніх, шизофренія, астереогнозія, порушення чутливості та дисбаланс після кульових поранень голови. Разом з Отто Каудерсом він досліджував психічні розлади у дітей після енцефаліту, з Шильдером вивчав порушення почерку (мікрофотографії) у хворих на афазію, а також клінічні та патологічні кореляційні зв'язки Штрауслера при енцефаломієліті та розсіяному склерозі. Віктор Франкл був учнем Герстмана.

## Список творів
- Ein Fall von zerebraler sympathischer Ophthalmoplegie (bei Revolverschuss). Wiener klinische Wochenschrift 26, s. 482, 1913
- Zur Frage der sympathischen Gehirnbahnen. Jahrbücher für Psychiatrie und Neurologie 34, ss. 287—321, 1913
- Beitrag zur Kenntnis der Entwicklungsstörungen in der Hirnrinde bei genuiner Epilepsie, Idiotie, juveniler Paralyse und Dementia præcox. Arbeiten aus dem Neurologischen Institut der Universität Wien 21, ss. 286—313, 1914
- Beiträge zur Pathologie des Rückenmarks. Zur Frage der Meningitis serosa und serofibrosa circumscripta spinalis. «Zeitschrift für die gesamte Neurologie und Psychiatrie». 29 (1), s. 97–167, 1915. DOI: 10.1007/BF02897494.
- Über Sensibilitätstörungen von spino-segmentalem Typus bei Hirnrindeläsionen nach Schädelschußverletzungen. Wiener medizinische Wochenschrift 65, 26 ss. 992—1001 (1915)
- Taboparalyse bei einer fünf Jahre alten mit Quecksilber und Salvarsan behandelten Syphilis. Wiener klinische Wochenschrift 28, s. 1175, 1915
- Ein Beitrag zur Lehre von den Erkrankungen der Cauda equina. Wiener klinische Wochenschrift 29, ss. 496—499, 1915
- Ein Fall von Schussverletzung des rechten Os occipitale mit homonymer Hemianopsie der gleichen Seite. Wiener medizinische Wochenschrift 65, s. 1750 (1915)
- Beitrag zur Kenntnis kortikaler Sensibilitätsstörungen von spinosegmentalem Typus. Wiener medizinische Wochenschrift 65, ss. 1748—1750 (1915)
- Drei Fälle von schwerer Rückenmarkschädigung nach Schussverletzungen der Wirbelsäule (Brown-Séguardscher Symptomenkomplex) mit günstigen Ausgang. Mitteilungen der Gesellschaft für innere Medizin und Kinderheilkunde in Wien 14, s. 19 (1915)
- Bikeles G, Gerstmann J. Ueber die vermehrte Schweissabsonderung auf der gelähmten Seite (nach Pilokarpininjektion) bei kortikalen Läsionen. Neurologisches Centralblatt 34, ss. 770—773 (1915)
- Ein auf dem Wege der Heilung befindlicher Fall von schwerer Querschnittsschädigung des Rükkenmarkes. Wiener medizinische Wochenschrift 65, s. 895 (1915)
- Lipodystrophia progressiva. Wiener klinische Wochenschrift 29, ss. 1209—1212 (1916)
- Beitrag zur Kenntnis der Entwicklungsstörungen in der Hirnrinde bei genuiner Epilepsie, Idiotie, juveniler Paralyse und Dementia praecox. «Arbeiten aus dem Neurologischen. Institut der Universität Wien». 21, s. 286—313, 1916.
- Zur Kenntnis der Störungen des Körpergleichgewichtes nach Schußverletzungen des Stirnhirns. «Monatsschrift für Psychiatrie und Neurologie». 40 (354—377), 1916. DOI: 10.1159/000190911.
- Weiterer Beitrag zur Frage der kortikalen Sensibilitätsstörungen von spino-segmentalem Typus. «Monatsschrift für Psychiatrie und Neurologie». 39, s. 198—208, 1916. DOI: 10.1159/000190932.
- Reine taktile Agnosie. «Monatsschrift für Psychiatrie und Neurologie». 44, s. 329—343, 1918. DOI: 10.1159/000190776.
- tłum. ang. Pure tactile agnosia. «Cognitive Neuropsychology». 18 (3), s. 267—274, 2001. PDF
- Über einige Störungen im Bereiche des Zentralnervensystems in Fällen von Lawinenverschüttung nach deren Wiederbelebung. (1918)
- Ueber Störungen der Schweisssekretion im Sinne einer Anhydrosis bei höhersitzenden Rückenmarksaffektionen mit kompletter spastischer Paraplegie der unteren Extremitäten; zugleich ein Beitrag zur Frage nach der Existenz von Schweissbahnen im Rückenmark. Jahrbücher für Psychiatrie und Neurologie 38, ss. 333—346 (1917/18)
- Ein Beitrag zur Lehre von der Lokalisation der Sensibilität in der Grosshirnrinde. Neurologisches Centralblatt 37, ss. 434—447 (1918)
- Zur Frage der Pathogenese, der Klassifizierung und der Behandlung der Neurosen nach Kriegsschädigungen. Wiener medizinische Wochenschrift 69, 19, ss. 931—938 (1919)
- Ueber Fälle von Meningitis und Enzephalitis, die mit intravenösen Injektionen polyvalenter Staphylokokkenvakzine behandelt wurden. Wiener klinische Wochenschrift s. 1182 (1919)
- Behandlung von Fällen akuter (purulenter) Meningitis mit Staphylokokkenvakzine. Wiener klinische Wochenschrift 32, s. 621 (1919)
- Krampfhafte Drehbewegungen, Muskelrigor und Koordinationsstörungen nach Wiederbelebung eines Erhängten. Wiener klinische Wochenschrift 32, s. 779 (1919)
- Gerstmann J, Schilder P. Zur Kenntnis der Bewegungsstörungen der Pseudosklerose. «Zeitschrift für die gesamte Neurologie und Psychiatrie». 58 (1), s. 33-41, 1920. DOI: 10.1007/BF02902023.
- Über die Einwirkung der Malaria Tertiana auf die progressive Paralyse. «Zeitschrift für die gesamte Neurologie und Psychiatrie». 60 (1), s. 328—359, 1920. DOI: 10.1007/BF02894199.
- Zeitschrift für die gesamte Neurologie und Psychiatrie 74 ss. 242—258 (1922)
- Zur Kenntnis der klinischen Erscheinungstypen und Prognose der jetzigen Enzephalitis-Epidemie. Wiener klinische Wochenschrift 33, s. 165 (1920)
- Behandlung mit polyvalenter Staphylokokkenvakzine bei Meningitis. Wiener medizinische Wochenschrift 70, s. 383 (1920)
- Weitere Mitteilung über die Behandlung von Fällen akuter Meningitis mit Staphylokokkenvakzine. Wiener klinische Wochenschrift 33, s. 153 (1920)
- Zur Frage der Einwirkung psychischer Faktoren auf zerebrale Mechanismen und über den Begriff der physiogenen Neurosen. Wiener klinische Wochenschrift 33, s. 557 (1920)
- Zur Klinik pseudoskleroseähnlicher Krankheitstypen. (1920)
- Gerstmann J, Schilder P. Studien über Bewegungsstörungen. «Zeitschrift für die gesamte Neurologie und Psychiatrie». 70 (1), s. 35-54, 1921. DOI: 10.1007/BF02867524.
- Gerstmann J, Schilder P. Zur Frage der Katalepsie. Medizinische Klinik 7 (17), s. 193 (1921)
- Folgezustand nach Leuchtgasvergiftung. Wiener medizinische Wochenschrift 71, s. 559 (1921)
- Gerstmann J, Schilder P. Studien über Bewegungsstörungen. VII Mitteilung. Das Fallen der Spätencephalitiker. «Zeitschrift für die gesamte Neurologie und Psychiatrie». 85 (1). s. 44-51. DOI: 10.1007/BF02869616.
- Ueber den jetzigen Stand der Malariatherapie der progressiven Paralyse, mit besonderer Berücksichtigung neuerer Erfahrungen. Ztschr. f. d. ges. Neurol. u. Psychiat. 81, ss. 255—262 (1923)
- Gerstmann J, Schilder P. Ueber organisch bedingte Tics. Medizinische Klinik 19, ss. 896—899 (1923)
- Fingeragnosie. Eine umschriebene Störung der Orientierung am eigenen Körper. «Wiener Klinische Wochenschrift». 37, s. 1010—1012, 1924.
- Fingeragnosie. «Wiener klinische Wochenschrift». 40, 1924. Die Therapie der progressiven Paralyse. «Wiener Medizinische Wochenschrift». 74 (8), s. 380—384, 1924.
- Die Therapie der progressiven Paralyse II. Wiener medizinische Wochenschrift s. 534 (1924)
- Die Therapie der progressiven Paralyse III (Fortsetzung zu Nr. 11). «Wiener Medizinische Wochenschrift». 74 (12), s. 578—582, 1924.
- Die Therapie der progressiven Paralyse IV (Schluß zu Nr. 12). «Wiener medizinische Wochenschrift». 74 (13), s. 636—640, 1924.
- Zur Frage der Umwandlung des klinischen Bildes der Paralyse in eine halluzinatorisch-paranoide Erscheinungsform im Gefolge der Malariaimpfbehandlung. «Zeitschrift für die gesamte Neurologie und Psychiatrie». 93 (1), s. 200—218, 1924. DOI: 10.1007/BF02900053.
- Gerstmann J, Schilder P. Studies in Motor Disturbances. I. Peculiar Forms of Extrapyramidal Motor Disturbances. «Journal of Nervous & Mental Disease». 60 (1), s. 96, 1924.
- Gerstmann J, Schilder P. Motor Disturbances of Pseudosclerosis. «Journal of Nervous & Mental Disease». 60 (1), s. 83, 1924.
- Grundsatzlisches zur Frage der Akinesen und Hyperkinesen bei Erkrankungen des strio-pallidaren…. «Monatsschrift für Psychiatrie und Neurologie», 1924.
- Gerstmann J, Kauders O. Über den Mechanismus der postencephalitischen «psychopathieähnlichen» Zustandsbilder bei Jugendlichen. «Archiv für Psychiatrie und Nervenkrankheiten». 71 (1), s. 165—182, 1924. DOI: 10.1007/BF01813371.
- Die Malariabehandlung der progressiven Paralyse. Wien: 1925. (2. wydanie 1928) Worauf hat der praktische Arzt bei der Ueberwachung von mit Impfmalaria behandelten Paralytikern oder sonstigen Metalueskranken besonders zu achten. Wiener klinische Wochenschrift 38, s. 344 (1925)
- Welche Fälle von progressiver Paralyse bieten bei der Malariabehandlung die besten Aussichten auf Erfolg? Wie verhält es sich mit dem Zeitpunkt des Einsetzens der Remission und mit der Dauergaftigkeit derselben. Wiener klinische Wochenschrift s. 345 (1925)
- Gibt es eine wirksame Behandlung der multiplen Sklerose? Wiener klinische Wochenschrift 38, s. 345 (1925)
- Gerstmann J, Schilder P. Mikrographie bei Sensorisch-Aphasischen. «Zeitschrift für die gesamte Neurologie und Psychiatrie». 74 (1), s. 150—158, 1925. DOI: 10.1007/BF01814177.
- Gerstmann J, Schilder P. Über eine besondere Gangstörung bei Stirnhirnerkrankung. «Wiener Medizinische Wochenschrift». 76 (3), s. 97–102, 1926.
- Über eine eigenartige Orientierungstörung im Raume bei zerebraler Erkrankung. «Wiener Medizinische Wochenschrift». 76 (27), s. 817—818, 1926.
- Korperrotation um die Längsachse bei cerebellarer Erkrankung. 1926
- Fingeragnosie und isolierte Agraphie; ein neues Syndrom. «Zeitschr Gesamte Neurol Psychiatr». 108, s. 152—177, 1927.
- Über ein noch nicht beschriebenes Reflexphänomen bei einer Erkrankung des zerebellaren Systems. «Wiener Medizinische Wochenschrift». 78, s. 906—908, 1928.
- Über ein neuartiges hirnpathologisches Phänomen. «Wiener Klinische Wochenschrift». 50, s. 294—296, 1928.
- Beitrag zum Problemgebiet der Encephalomyelitis und der multiplen Sklerose[39]. 1930
- Gerstmann J, Kestenbaum A. Monokuläres Doppeltsehen bei cerebralen Erkrankungen. «Zeitschrift für die gesamte Neurologie und Psychiatrie». 128 (1-4), s. 42-56, 1930. DOI: 10.1007/BF02864243.
- Zur Symptomatologie der Hirnläsionen im Ubergangsgebiet der unteren Parietal- und mittleren Occipitalwindung (Das Syndrom: Fingeragnosie, Rechts-Links Störung, Agraphie, Akalkulie). «Nervenarzt». 3, s. 691—695, 1930.
- tłum. ang. On the Symptomatology of Cerebral Lesions in the Transitional Area of the Lower Parietal and Middle Ocipital Convolutions (The Syndrome: Finger Agnosia, Right-Left Confusion, Agraphia and Acalculia). [w:] Neurological Classics. Robert H. Wilkins, Irwin A. Brody (red.). Thieme, 1997 ISBN 1-879284-49-9 s. 157
- Gerstmann J, Sträussler E. Zum Problemgebiet der Encephalomyelitis und der multiplen Sklerose. «Arch Psychiatr Nervenkrankh». 93 (1), s. 182—211, 1931. DOI: 10.1007/BF01814424.
- Zur Symptomatologie der Stirnhirnerkrankungen. «Monatsschrift für Psychiatrie und Neurologie». 93, s. 102—110, 1936. DOI: 10.1159/000148805.
- Gerstmann J, Sträussler E, Scheinker I. Über eine eigenartige hereditär-familiäre Erkrankung des Zentralnervensystems. Zugleich ein Beitrag zur Frage des vorzeitigen lokalen Alterns. «Zeitschrift für die gesamte Neurologie und Psychiatrie». 154, s. 736—762, 1936. DOI: 10.1007/BF02865827.
- Über ein neuartiges hirnpathologisches Phänomen. «Wiener Klinische Wochenschrift». 50, s. 294—296, 1937.
- The Phenomenon Of Body Rotation In Frontal Lobe Lesions. «The Journal of Nervous and Mental Disease». 92 (1), s. 36-40, lipiec 1940.
- Syndrome of finger agnosia, disorientation for right or left, agraphia and acalculia: local diagnostica value. «Arch Neurol Psychiat». 44. s. 389—408.
- Problem of imperception of disease and of impaired body territories with organic lesions. «Arch Neurol Psychiatry». 48, s. 890—913, 1942.
- Some notes on the Gerstmann syndrome. «Neurology». 7, s. 866—869, 1957. PMID: 13483851.
- Psychological And Phenomenological Aspects Of Disorders Of The Body Image. «The Journal of Nervous and Mental Disease». 126 (6), s. 499—512, czerwiec 1958. PMID: 13564228.
- (Recenzja) Right-Left Discrimination and Finger Localization. «The Journal of Nervous and Mental Disease». 131 (4), s. 367, październik 1960.
- On the symptomatology of cerebral lesions in the transition of aphasia. Cortex 1, s. 214 (1964)
- On the Symptomatology of Cerebral Lesions in the Transitional Area of the Lower Parietal and Middle Occipital Convolutions (The Syndrome: Finger Agnosia, Right-Left Confusion, Agraphia and Acalculia). Arch Neurol. 1971;24(5):476.